# Yervant Gianikian et Angela Ricci Lucchi
Yervant Gianikian et Angela Ricci Lucchi sont deux cinéastes italiens qui ont réalisé la plus grande partie de leur œuvre en commun.

## Biographies
Angela Ricci Lucchi est née à Lugo en 1942 et morte à Milan le 28 février 2018. Après des études de peinture en Autriche avec Oskar Kokoschka, Angela Ricci Lucchi s'établit à Milan avec son compagnon Yervant Gianikian. Outre ses activités cinématographiques avec Gianikian, elle poursuit une activité de peintre : certaines de ses aquarelles sont exposées dans le cadre de la rétrospective de leur œuvre au centre Pompidou en 2015.
Yervant Gianikian est un artiste, architecte et cinéaste italien d'origine arménienne, né en 1942 à Mérano. Compagnon  d'Angela Ricci Lucchi, il a mené en commun ses activités artistiques en commun avec elle jusqu'à sa mort en 2018.

## Œuvre
Leur production comprend à partir des années 1970 de nombreux courts-métrages de cinéma expérimental et d'avant-garde, comme les « films parfumés » (film profumati), tels que Alice profumata di rosa (1975), dont la projection est accompagnée par la diffusion d'essences aromatiques qui interagissent avec le film.
Dans les années 1980, leurs œuvres concernent en particulier la manipulation de films existants selon la méthode du found footage, avec une attention particulière aux images de guerre et de la période coloniale.
Leur travail fait l'objet d'expositions et de rétrospectives au Jeu de Paume à Paris (1995 et 2008), au Museum of Modern Art de New York, à la Biennale de Venise (2001, Lion d'Or en 2015), à la Tate Modern à Londres (2011), au MART de Rovereto (2014), 
à la Cinémathèque française ainsi qu'au Centre Georges Pompidou en 2015.
Les œuvres de Ricci Lucchi et Gianikian ont remporté des prix au Bellaria Film Festival (Su tutte le vette è pace), Asiatica Film Mediale (Frammenti Elettrici N. 4 Asia - N. 5 Africa), IBAFF - Festival Internacional de Cine (Pays barbare), ainsi qu'un Lion d'Or partagé avec d'autres artistes à la Biennale de Venise en 2015.

## Filmographie partielle

### Longs-métrages
- 1983 : Karagoez catalogo 9,5
- 1986 : Ritorno a Khodorciur - Diario armeno
- 1987 : Dal Polo all'Equatore
- 1990 : Uomini, anni, vita
- 1995 : Prigionieri della guerra
- 1999 : Su tutte le vette è pace
- 2000 : Inventario balcanico
- 2001 : Immagini dell'Oriente: turismo da vandali
- 2004 : Oh! uomo (it)
- 2007 : Ghiro ghiro tondo
- 2009 : Frammenti elettrici n° 6 - Diario 1989. Dancing in the dark|Frammenti elettrici n° 6 - Diario 1989. Dancing in the dark
- 2013 : Pays barbare
- 2018 : I diari di Angela - Noi due cineasti (réalisé par Yervant Gianikian, écrit par Yervant Gianikian et Angela Ricci Lucchi)

### Courts-métrages
- 1975 : Alice profumata di rosa
- 1975 : Catalogo comparativo
- 1975 : Catalogo della scomposizione
- 1975 : Del sonno e dei sogni di rosa limitata al senso dell'odorato
- 1975 : Erat Sora
- 1975 : Klinger e il guanto
- 1975 : Non cercare il profumo di Buñuel
- 1975 : Stone Book (1975)
- 1975 : Wladimir Propp - Profumo di lupo (1975)
- 1996 : Lo specchio di Diana
- 2001 : Frammenti elettrici no 1 - Rom
- 2002 : Frammenti elettrici no 2 - Vietnam
- 2002 : Frammenti elettrici no 3 - Corpi
- 2005 : Frammenti elettrici no 4 - Asia
- 2005 : Frammenti elettrici no 5 - Africa
- 2010 : Film perduto
- 2011 : Notes sur nos voyages en Russie 1989-1990
- 2013 : Frammenti elettrici no 7 - Gypsies Toward Bamyan
- 2013 : Frammenti elettrici no 8 - Shooting Party
- 2015 : Où en êtes-vous, Yervant Gianikian et Angela Ricci Lucchi ?, 21 minutes[15]

## Distinctions
- 1987 - Bellaria Film Festival, prix Casa Rossa pour le meilleur film independant de l'année à Dal Polo all'Equatore
- 1999 - 47º Festival de Trento, prix spécial du jury pour la meilleure œuvre d'auteur à Su tutte le vette è pace
- 2004 - CICAE Award ( Festival de Cannes ) : nomination pour Oh! Uomo
- 2005 - Yerevan International Film Festival, prix spécial du jury a Oh! uomo
- 2005 - Asiatica Film Mediale, mention spéciale du jury à Frammenti Elettrici N. 4 Asia - N. 5 Africa
- 2011 - Meilleur documentaire expérimental (Jihlava International Documentary Film Festival) : nomination pour Notes sur nos voyages en Russie 1989-1990
- 2013 - FilmMaker Festival, mention spéciale du jury à Pays barbare
- 2013 - Léopard d'or (Festival international du film de Locarno) : nomination pour Pays barbare
- 2014 - IBAFF Award (IBAFF International Film Festival): lauréat pour Pays barbare [16]